# Flughafen María Montez

i8
i11
i13
Der Aeropuerto Internacional María Montez (IATA-Code: BRX, ICAO-Code: MDBH) ist ein internationaler Flughafen im Südwesten der Dominikanischen Republik. 
Er liegt 8 km nordwestlich von Barahona, Provinz Barahona. Der Flughafen wurde am 27. April 1996 eingeweiht und zum Gedenken an die Schauspielerin María Montez, die aus Barahona stammte, nach ihr benannt.
Am Flughafen  können Flugzeuge aller Größen starten und landen. Der Terminal hat eine Fläche von 2.565 m².

## Fluggesellschaften und Ziele
Aus deutschsprachigen Ländern wird der Flughafen aktuell (Stand: August 2011) weder im Linien- noch im saisonalen Charterverkehr bedient.

## Geschichte
Der Flughafen sollte dank seiner guten Lage die touristische Erschließung für den Südwesten des Landes vorantreiben. Er wurde allerdings von Anfang an so gut wie nicht genutzt; einige Jahre nach seiner Eröffnung wurden das Radar und weitere Ausrüstung demontiert.
Im Jahre 2006 wurde mit einer spanischen Firma über den Umbau in einen Serviceterminal verhandelt.
Der bereits  vernachlässigte Flughafen wurde im Jahre 2007 zusätzlich durch den Sturm Noel beschädigt. Danach konnten wegen Schäden an der Start- und Landebahn nur noch kleine Flugzeuge und Helikopter starten und landen. Die Wiedereröffnung für den regulären Flugbetrieb fand im August 2009 statt. Gleichzeitig wurde von der Regierung, in der Hoffnung die Nutzung anzukurbeln, eine einjährige Steuerbefreiung für Passagiere und Fluggesellschaften für den Flughafen verfügt.
Nach dem Erdbeben in Haiti am 12. Januar 2010 wäre dieser Flughafen,
rund 100 Kilometer östlich der Grenze zu Haiti und dank seiner langen Piste, ideal für die Hilfslieferungen mit Großraumflugzeugen gewesen, doch erlaubte sein Zustand keine Nutzung. Mit erheblichem Maschinen- und Personalaufwand wurden die Reparaturarbeiten sofort und rund um die Uhr in Angriff genommen. So konnte der Flughafen ab dem 16. Januar als Drehscheibe für Hilfslieferungen eingesetzt werden, währenddessen die Arbeiten nachts fortgeführt wurden, um den Flugbetrieb nicht zu behindern. Am 20. Januar war die Instandsetzung so weit beendet, dass auch Frachtflugzeuge des Typs C-130 Hercules landen konnten.

## Trivia
Die Deutsche Avantgarde-Band F.S.K. hat auf ihrem Album „Freiwillige Selbstkontrolle“ aus dem Jahre 2008 den Titel „Aeropuerto Internacional Maria Montez“ veröffentlicht, welcher sich allerdings inhaltlich nicht mit dem Flughafen auseinandersetzt.